# Presó de Pollsmoor
La Presó de Pollsmoor, oficialment Presó de Màxima Seguretat de Pollsmoor, és una presó situada al suburbi de Tokai a Ciutat del Cap, Sud-àfrica.
Aquest indret és conegut principalment per haver allotjat durant un temps a Nelson Mandela. L'activista anti-apartheid més conegut va dir de la presó de Pollsmoor que va fer-li entendre per primera vegada la "pertorbadora frase d'Oscar Wilde relativa a la carpa blava que els presos anomenen cel"."
Pollsmoor és la Presó de Màxima Seguretat amb menys opcions de fugida. Molts dels criminals més perillosos de Sud-àfrica són confinats en aquesta presó. La presó té un total de 1.278 empleats i capacitat per acomodar 4.336 interns, tot i que la població actual del centre es troba al voltant dels 7.000 habitants (nombre que fluctua diàriament).
Marlene Lehnberg, conegut com l'Assassí de les Tisores, va complir la seva sentència a Pollsmoor, tot i que va aconseguir la llibertat condicional el 1986. Walter Sisulu i Ahmed Kathrada, dos importants líders anti-apartheid, també van passar una temporada aquí. Alan Boesak va complir la seva condemna també a Pollsmoor quan va ser condemnat per frau el 2000.

## Estructura de la presó
Des del seu establiment el 1964, la presó s'ha anat ampliant sistemàticament, motiu pel qual actualment actualment són cinc centres diferenciats:
- El Centre d'Admissions; dona servei als tribunals de la Península del Cap (Ciutat del Cap, Mitchell's Plain, Somerset West i Wynberg).
- La Presó mòdul A integra els presos en espera de sentència, així com als menors d'edat d'entre 14 i 17 anys.
- La Presó mòdul B acull als presos adults mascles.
- La Presó mòdul C inclou els adults mascles amb sentències menors als 12 mesos, aquells que poden sortir a l'exterior, així com els que estan a punt de complir la sentència.
- La Presó de Dones integra totes les dones recluses, així com infants menors de 2 anys que viuen amb les seves mares.